# Festival du Nouvel An des Qiang
Le Festival du Nouvel An des Qiang  (chinois traditionnel : 羌族新年節慶, Qiāngzú xīnnián jiéqìng, chinois simplifié : 羌族新年节庆, Qiāngzú xīnnián jiéqìng) a lieu chaque premier jour du dixième mois lunaire, dans la province chinoise de Sichuan,. C’est aussi l’événement le plus important des Qiang,. 

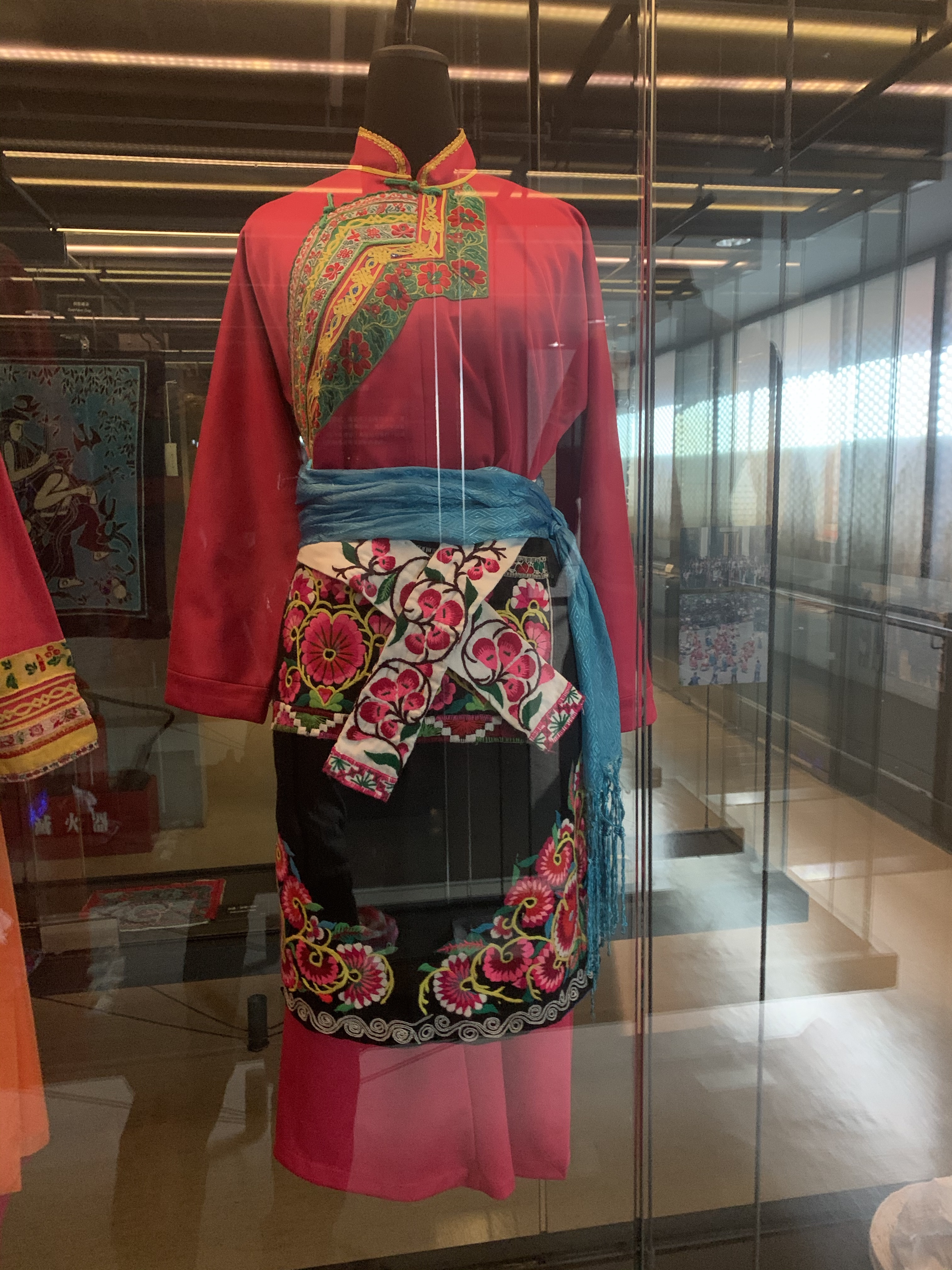
Exemple de costumes traditionnels féminins pour le Nouvel An

## Déroulement de l’évènement
Pendant ce Nouvel An, les habitants vêtus de costumes traditionnels sacrifient une chèvre, dans les montagnes. Ils sont surveillés par un shibi (prêtre) pendant l’événement. Après le sacrifice, Les villageois dansent, chantent des textes traditionnels  et boivent du vin jusqu’à la fin de la journée. Ensuite sont dites des prières familiales dirigées cette fois-ci par le chef de famille, chaque famille fait sa propre offrande et son propre sacrifice,.

## But
Le but de l’événement est de faire connaître et découvrir aux étrangers la tradition Qiang, son histoire et sa culture. Une autre visée est le renforcement des liens entre étrangers et Qiang et du respect des autres cultures, et des étrangers, y compris de leurs défauts,. 

## Nombre de participants
Après le séisme de 2008 et les migrations, le nombre de participants diminue. L'entrée en 2009 sur la liste du patrimoine culturel immatériel fait cependant que ces festivités accueillent un nombre croissant de personnes,,.

## Reconnaissance
Les Qiang ont demandé l’adhésion de leur événement en 2005, en préparant un dossier pour cette demande. Finalement, le Nouvel An des Qiang fait partie de la liste du patrimoine culturel immatériel en 2007 dans la préfecture et en 2009 dans le monde,.